# Montes de Judea
Los montes de Judea (en hebreo:  הרי יהודה "Harei Yehuda" ; en árabe: جبال الخليل Jibal al-Khalil; también llamados colinas de Judea o colinas de Hebrón) son una cadena montañosa situada entre Israel y Palestina. Se extienden en dirección norte-sur y abarcan las ciudades de Jerusalén, Hebrón, Belén y Ramala, con altitudes máximas de 1000 m.
La cordillera forma una división natural entre las llanuras costeras de Sefelá al oeste y el valle del Jordán, al este. Los montes de Judea fueron muy boscosos en la Antigüedad. Las colinas están compuestas de suelos de tierra rosa sobre calizas duras.